# لويس بورجوازي
لويس بورجوازي هو مهندس معماري كندي، ولد في 19 مارس 1856 في ساينت كيليستين في كندا، وتوفي في 20 أغسطس 1930 في ويلميت في الولايات المتحدة.